# Teseo liberatore
Teseo liberatore è un affresco rinvenuto nella casa di Gavio Rufo a Pompei e custodito all'interno del Museo archeologico nazionale di Napoli.

## Storia
Realizzato tra il 45 e il 79, l'affresco era il pannello centrale della parete est dell'esedra della casa di Gavio Rufo: insieme ad altre opere presenti nello stesso ambiente, Stibadio dionisiaco e Piritoo, con cui condivideva anche il tema dell'uccisione di mostri, venne rimosso dalla sua collocazione originale nel 1867 durante le indagini archeologiche che riguardarono l'abitazione, per essere conservato al Museo archeologico nazionale di Napoli.

## Descrizione
L'affresco, in quarto stile, raffigura l'uccisione del Minotauro da parte di Teseo: si ispira a un modello pittorico risalente al IV secolo a.C. di cui una copia è stata anche ritrovata nella basilica di Ercolano.
Al centro della scena è Teseo, raffigurato in posizione statuaria, anche se le spalle risultano non definite come il resto del corpo e il viso è disegnato sommariamente, completamente nudo, coperto con solo un mantello di colore rosso poggiato sul braccio destro, mentre nella mano sinistra reca un bastone. Ai lati dell'eroe sono presenti due bambini che piangono commossi per essere stati salvati dal Minotauro: quello a sinistra, con un braccio destro di proporzioni ridotte rispetto a quello sinistro e piedi troppo piccoli in confronto al corpo, gli bacia la mano, mentre quello di destra, con testa e braccio di dimensioni ridotte rispetto al resto del corpo, è in ginocchio e gli bacia i piedi. Il Minotauro è all'estrema sinistra, sotto un arco, morto, nel sangue: anch'egli ha un braccio non in proporzione rispetto al resto del corpo. Sull'estrema destra è un gruppo di ateniesi che osserva la scena: in particolare un bambino che porta il dito al mento, un anziano che indica il mostro e un gruppo di quattro donne che guarda l'accaduto.
Sullo sfondo, semplice, in modo tale da concentrare l'attenzione dello spettatore sulla scena principale, si riconoscono elementi architettonici.